# Litoria umarensis
Litoria umarensis es una especie de anfibio anuro de la familia Pelodryadidae.

## Distribución geográfica
Esta especie es endémica del oeste de Nueva Guinea en Indonesia. Habita en la bahía de Umar en la península de Wandammen entre los 5 y 10 m de altitud.

## Descripción
Esta especie mide de 26 a 30 mm para los machos, la única hembra conocida a la fecha de la publicación original mide 33 mm. Su dorso es verde.

## Etimología
Su nombre de especie, compuesto de umar y el sufijo latín -ensis, significa "que vive en, que habita", y se le dio en referencia al lugar de su descubrimiento, la Bahía de Umar.

## Publicación original
- Günther, 2004 : A new species of treefrog of the genus Litoria (Anura,Hylidae) from Biak Island off northwest New Guinea. Zoologische Abhandlungen, Museum für Tierkunde Dresden, vol. 54, n.º 1, p. 163-175[5]